# Campionat del Món de billar de carambola quadre 47/1
El Campionat del Món de billar de carambola quadre 47/1 (entre 1927 i 1938 quadre 45/1) fou una competició de billar. Inicialment fou organitzada per la Union Internationale des Fédérations des Amateurs de Billard (UIFAB; fins 1938) i des de 1967 per la UMB (Union Mondiale de Billard).

## Historial
Font:
Llegenda
 Campionat disputat en modalitat 45/1 
| Num. | Any  | Seu          | Campió            | P.    | Finalista          | P.    |
| ---- | ---- | ------------ | ----------------- | ----- | ------------------ | ----- |
| 01   | 1927 | Vichèi       | Charles Faroux    | 7,50  | Albert Poensgen    | 7,39  |
| 02   | 1928 | Vichèi       | Edmond Soussa     | 12,76 | Francis S. Appleby | 8,68  |
| 03   | 1929 | Nova York    | Edmond Soussa     | 8,35  | Théo Moons         | 8,95  |
| 04   | 1930 | Lió          | Gustave van Belle | 19,84 | Edmond Soussa      | 12,79 |
| 05   | 1931 | Marsella     | Edmond Soussa     | 11,06 | Gustave van Belle  | 11,36 |
| 06   | 1932 | París        | Albert Corty      | 10,90 | Edmond Soussa      | 16,83 |
| 07   | 1933 | Nova York    | Edgar T. Appleby  | 7,23  | Edmond Soussa      | 11,11 |
| 08   | 1934 | Ginebra      | Walter Joachim    | 8,48  | Jan Sweering       | 9,37  |
| 09   | 1935 | Scheveningen | René Gabriëls     | 16,27 | Jan Sweering       | 11,41 |
| 10   | 1936 | Montpeller   | René Gabriëls     | 14,54 | Constant Côte      | 13,41 |
| 11   | 1937 | Marsella     | Constant Côte     | 11,55 | René Gabriëls      | 14,03 |
| 12   | 1938 | Anvers       | René Gabriëls     | 18,91 | Constant Côte      | 21,18 |
| 13   | 1967 | Marsella     | Jean Marty        | 27,29 | Henk Scholte       | 21,23 |
| 14   | 1975 | Rotterdam    | Hans Vultink      | 42,76 | Jean Bessems       | 22,06 |
| 15   | 1976 | Mollerussa   | Raymond Ceulemans | 30,43 | Hans Vultink       | 23,35 |
| 16   | 1977 | Groenlo      | Ludo Dielis       | 35,59 | Dieter Müller      | 29,11 |
| 17   | 1980 | Bottrop      | Francis Connesson | 30,43 | Hans Vultink       | 44,95 |
| 18   | 1982 | Duisburg     | Francis Connesson | 51,81 | Jan Arnouts        | 32,01 |
| 19   | 1987 | Landau       | Fonsy Grethen     | 31,25 | Jos Bongers        | 35,37 |